# 낸시 키신저

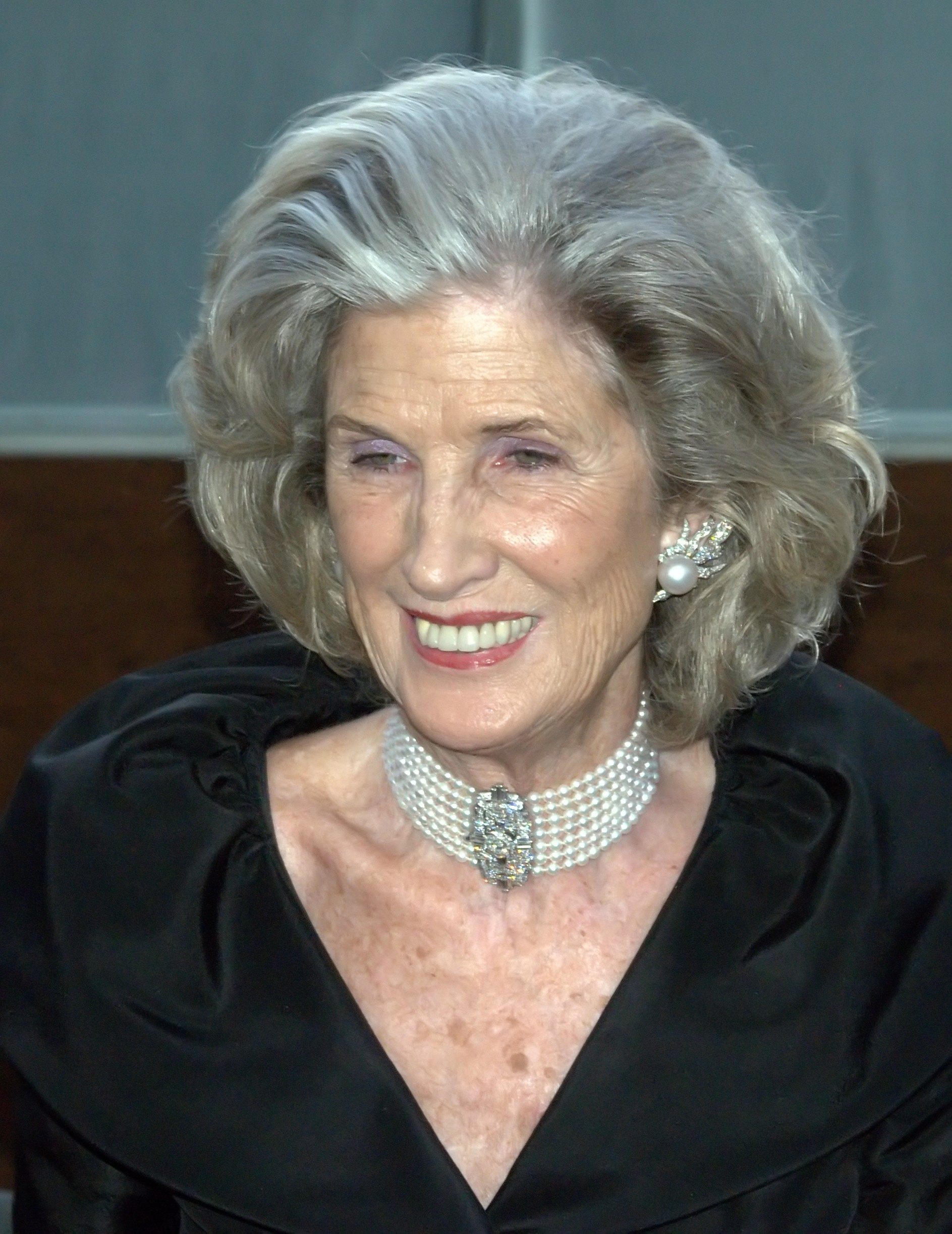
낸시 키신저

낸시 샤론 키신저(혼전성 매기너스(Kissinger), 영어: Nancy Sharon Kissinger , 1934년 4월 13일 ~ )는 미국의 자선가이자 록펠러 정치 보좌관이며, 전 미국 국무장관 헨리 키신저의 두 번째 부인이다. 이 커플은 1974년 3월 30일 버지니아에서 결혼했다.